# Lac de la Traverse (Mékinac)
Pour les articles homonymes, voir Lac Traverse (homonymie) et Traverse (homonymie).
Cet article possède un paronyme, voir Travers.
Le lac de la Traverse (désigné aussi : "lac Travers" ou "lac Traverse") est situé dans la zone nord de Sainte-Thècle, dans la MRC de Mékinac, dans la région administrative de la Mauricie, en la province de Québec, Canada. Le lac de la Traverse fait partie de la Batiscanie. Il constitue le lac de tête de la rivière des Envies.

## Géographie

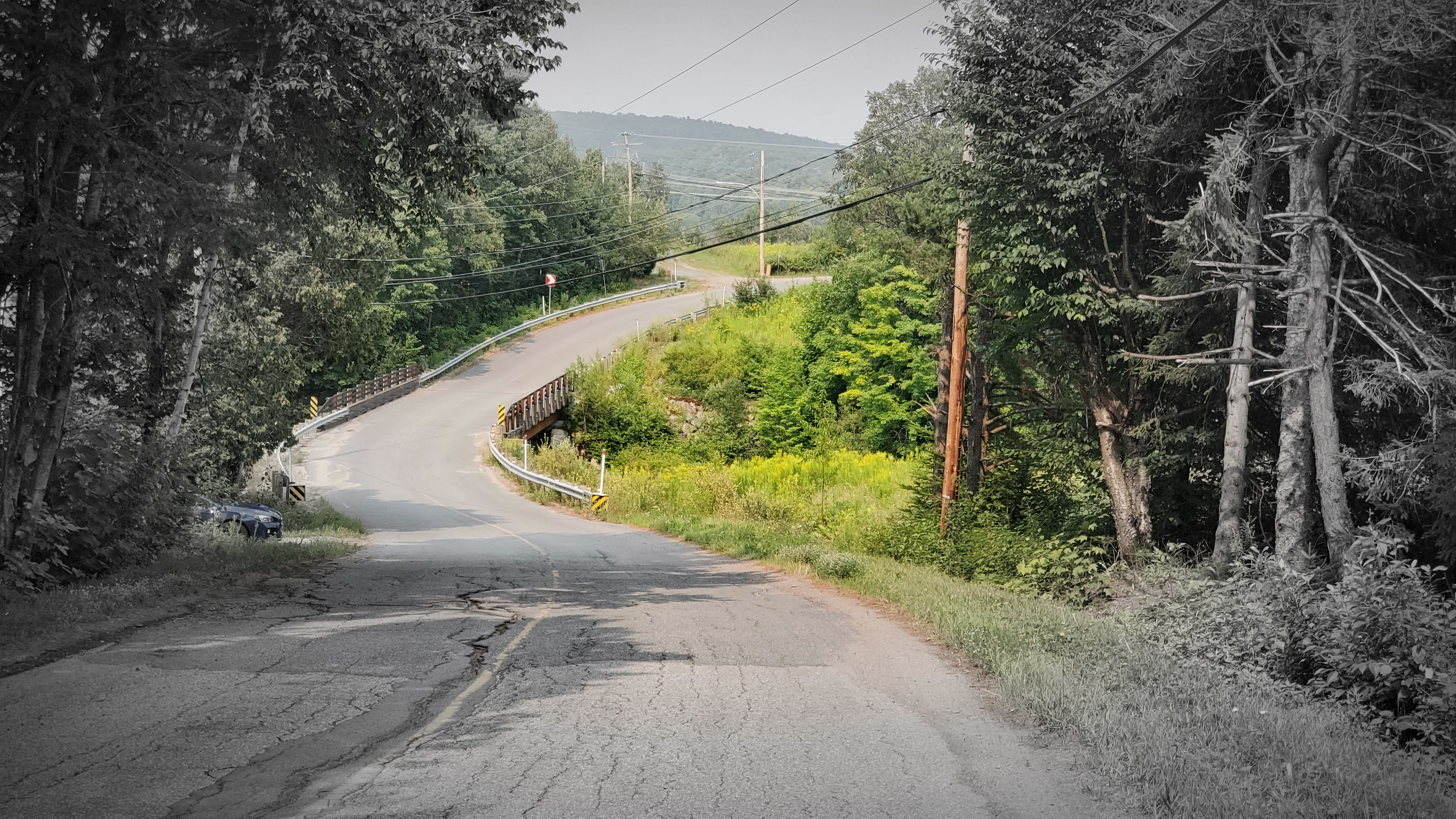
Route enjambant le pont à l'embouchure du lac de la Traverse, à Sainte-Thècle

La distance entre le pont du lac Croche au village de Sainte-Thècle et l'embouchure du lac de la Traverse est de 2,9 km (par la route). À partir du village, le trajet routier est le suivant : le chemin Saint-Michel-Nord, la route Marcotte, le chemin Saint-Joseph-Nord, puis la route du lac du Jésuite. En sus, le "chemin du lac Traverse" (partant du chemin du lac du Jésuite) dessert les chalets situés du côté ouest du lac.
Le lac de la Traverse se situe dans le rang B Nord (désigné aussi "rang du lac Travers" ou "rang Saint-Joseph"), lequel constitue la limite nord de la Seigneurie de Sainte-Anne-de-la-Pérade. Ce lac est situé au pied des Laurentides, à la limite de la vallée du Saint-Laurent. Ainsi, le nord de la zone agricole se termine au lac de la Traverse. Tandis que la zone nord-ouest du lac de la Traverse est entièrement boisé et généralement montagneux.
Le lac de la Traverse comporte trois zones, séparées entre elles par des presqu'îles. La zone la plus à l'ouest d'une longueur de 1,6 km, comporte la source et l'embouchure (au sud de la zone) ; la zone centrale de 0,9 km et la petite zone à l'est de 0,3 km. Tandis que la largeur du lac est de 1,2 km (couvrant les 3 zones). Des lignes à haute tension traversent le lac, du nord-est vers le sud-ouest. Plusieurs chalets se sont construits dans les alentours du lac.

## Toponymie
Jadis, avant la construction de la route du gouvernement pour contourner le lac par le côté ouest, la "traverse" du lac était un incontournable pour accéder aux lots forestiers en amont (vers le nord), situés dans le Canton Lejeune. Les routes d'hiver (décembre à mars) permettaient aux propriétaires de lots et aux entrepreneurs forestiers de traverser le lac sur la glace avec leurs voitures tirées par des chevaux. Au printemps, des embarcations (ou radeaux pour les cageux) permettaient aux travailleurs de traverser le lac, à partir du secteur du moulin à scie. Le bois flottant sur le lac approvisionnait le moulin à scie à l'embouchure. Un bateau tirait le bois sur le lac avec un baune pour le ramener en rade, en aval du pont de la décharge. Le toponyme "Lac Traverse" a été officialisé le 5 décembre 1968 à la Banque des noms de lieux de la Commission de toponymie du Québec.

### Histoire
Vers 1882, le gouvernement du Québec entreprit la construction de la route du rang B nord (dit rang du lac Travers ou rang Saint-Joseph) à Sainte-Thècle, en même temps que la route du rang Saint-Georges. Ces deux nouvelles routes donnèrent un nouvel essor à la colonisation.
Historiquement, la topographie de la vallée de la décharge du lac du Jésuite et des environs du lac de la Traverse permettait un accès au Canton Lejeune, situé au Nord-Ouest du territoire de Sainte-Thècle. Néanmoins, le trajet était difficile à cause de plusieurs caps rocheux qui ont finalement été dynamités progressivement dans les années 1960 et 1970.
Moulin à scie des Saint-Amand
À l'embouchure du lac de la Traverse, Alfred Saint-Amand (marié à Julie Grégoire) y a exploité un moulin à scie de 1902 à 1932, actionné par l'eau. Ce moulin a été continué par son fils Adélard Saint-Amand, puis par son petit-fils Rolland Saint-Amand. Par ailleurs, Franc Blais a exploité un moulin à scie au lac Travers.
Pont à l'embouchure
Le premier pont public construit sur la rivière des Envies à la fin du XIXe siècle, à l'embouchure du lac de la Traverse, est celui dit "chemin du gouvernement". Ce pont public était situé tout près (en amont) du moulin à scie des Saint-Amand. Le premier pont de la paroisse à l'embouchure du lac de la Traverse a été construit vers 1933 en bois à une seule voie. Le pont a été reconstruit vers 1950 à deux voies. Tandis que le pont privé du moulin (construit en bois initialement en 1912 et reconstruit environ à tous les dix ans) était situé en aval du moulin. Ce pont a été remplacé en 1958 par un pont beaucoup plus solide.
Cabanes à sucre
Le secteur du lac de la Traverse a connu plusieurs cabanes à sucre. Louis Bédard y exploita une cabane à sucre vers 1900, de l'autre côté du lac. Arthur Perron a continué d'exploiter cette cabane située sur un lot possédé ultérieurement par Rolland Cossette. Samuel Bédard avait aussi une cabane, sur un lot vendu à Joseph Plamondon. Finalement Réjean Bédard a possédé ce lot. Alfred Huot entaillait des érables sur un lot qu'il vendit à Odinat Huot ; ce lot a été acquis ultérieurement par Rolland Béland. Georges Bacon a aussi exploité une cabane à sucre dans ce secteur, sur un lot a été acquis ultérieurement par Léandre Trudel. Les autres exploitants de cabane à sucre ont été Pit Grenier, et Louis Toupin, sur un lot acquis ultérieurement par Lucien Toupin.